# جينجرلاند

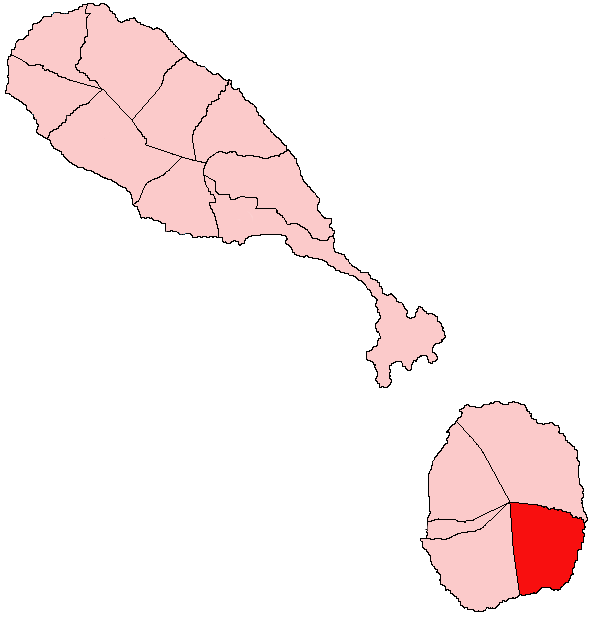
موقع الأبراشية في سانت كيتس ونيفيس

سانت جورج جينجرلاند، المعروفة أيضا باسم جينجرلاند سانت جورج، هي أبراشية في الجزء الجنوبي الشرقي من جزيرة نيفيس، و جزر ليوارد، جزر الهند الغربية. هي واحدة من خمس أبرشيات في الجزيرة، ويبلغ عدد سكانها حوالي 2,500. الأبرشيات الخمس، إلى جانب تسعة من الأبرشيات في سانت كيتس، يشكلون 14 إبرشية إدارية لجزيرة سانت كيتس ونيفيس.
تسمى إبرشية جينجرلاند، لمحصولها القيم من الزنجبيل التي يتم زراعته هناك. وتقع الكنيسة الانجليكانية في أبرشية سانت جورج داخل القرية الرئيسية في ماركت شوب. تمتد الأبراشية على مساحة 18 كم2.